# Physegenua nigra
Physegenua nigra är en tvåvingeart som beskrevs av Samuel Wendell Williston  1896. Physegenua nigra ingår i släktet Physegenua och familjen lövflugor. Inga underarter finns listade i Catalogue of Life.